# 巴哈都爾·沙阿
巴哈都尔·沙阿（1757年6月16日—1797年6月24日）是尼泊尔沙阿王朝的一位王子和摄政王，为沙阿王朝开国之君普利特维·纳拉扬·沙阿的幼子。中国史料称他为巴都尔萨野。
巴哈都尔在政治上是普利特维国王的重要助手，在战场上也是重要将领。相对于父亲迷信怛特罗密教，以及兄长普拉塔爱好奢华，巴哈都尔则是一个守戒律而具有远见的政治家。
1775年，普利特维国王病逝后，巴哈都尔流亡到英属印度的贝特蒂亚。1785年，巴哈都尔被尼泊尔召回，担任摄政王，辅佐年幼的国王拉纳·巴哈都尔·沙阿。
在巴哈都尔执政之下，尼泊爾不斷對外擴張，先後征服祖姆拉、多提、帕爾帕县、加瓦爾、庫馬盎等地區。祖姆拉国王逃往西藏，多提国王则逃往英属印度。后来，巴哈都尔与达摩达尔·潘德、阿玛尔·辛格·塔帕一起率军攻灭林布万，并且兼并了锡金。
1788年，尼泊尔与西藏的银钱纠纷，巴哈都尔派人去西藏谈判。在祖姆拉国王的唆使下，西藏方面不仅粗鲁拒绝，还扣留了尼泊尔使者，并威胁要入侵尼泊尔。在第十世夏玛巴·却朱嘉措的建议下，巴哈都尔决定先发制人，派达莫达尔·潘德、巴姆·沙阿兵分两路突袭西藏，洗劫并焚毁了班禅在日喀则驻地的扎什伦布寺。清朝乾隆帝得知后，派八旗进入西藏击退了进攻，随后反击并入侵尼泊尔，此为廓尔喀之役。最终尼泊尔向清廷求和，退出了西藏，并且让锡金和加瓦尔复国。
随着拉纳国王的亲政，巴哈都尔渐渐被疏远并失势，再次退隐到贝特蒂亚。然而，加德满都的阴谋家们却将其视为威胁，把他骗回加德满都，随后被诬陷图谋篡位，被下狱处死。根据历史学家巴布拉姆·阿查里亞的说法，拉纳国王下令用滚烫的油泼向巴哈都尔，把他烫死。
巴哈都尔·沙阿被今日的尼泊尔人认为是一位伟大的军人和征服者。尼泊尔人认为，尼泊尔能够困扰像中国这样的庞大帝国，又挫败像英国这样的强国，以及把小小的尼泊尔变为大尼泊尔，全归功于巴哈都尔·沙阿的智慧、果敢和远见。